# Nestorinsaari (ö i Lappland)
Nestorinsaari, nordsamiska: Nestorsuálui, är en ö i Finland. Den ligger i sjön Enare träsk och i kommunen Enare i den ekonomiska regionen Norra Lappland och landskapet Lappland, i den norra delen av landet, 1 000 km norr om huvudstaden Helsingfors. Öns area är 30 hektar och dess största längd är 1,1 kilometer i sydväst-nordöstlig riktning.